# John Emery Murdoch
John Emery Murdoch (1927 — 16 de setembro de 2010) foi um historiador da ciência estadunidense.
Foi professor do Departamento de História da Ciência da Universidade Harvard.

## Vida e obra
Murdoch obteve o doutorado em 1957 na Universidade do Wisconsin-Madison. Neste mesmo ano foi professor na Universidade Harvard, foi então durante três anos professor da Universidade de Princeton, e retornou à Universidade Harvard em 1963, como professor de história da ciência, com foco em ciência da Grécia Antiga e antiguidade tardia e filosofia.

## Publicações selecionadas
- John E. Murdoch, Edith Dudley Sylla (Ed.): "The Cultural Context of Medieval Learning.  Proceedings of the first International Colloquium on Philosophy, Science, and Theology in the Middle Ages, September 1973." D. Reidel Publishing Co., Dordrecht und Boston 1975.google books
- John E. Murdoch: "Subtilitates Anglicanae in Fourteenth-Century Paris: John of Mirecourt and Peter Ceffons." In Machaut's World: Science and Art in the Fourteenth Century, ed. Madeleine P. Cosman and Bruce Chandler, 1978,  51–86.
- John E. Murdoch: "Album of Science: Antiquity and the Middle Ages". Charles Scribner's Sons, 1984
- Edward Grant, John Emery Murdoch: "Mathematics and its Applications to Science and Natural Philosophy in the Middle Ages: Essays in Honour of Marshall Clagett". 1987
- Christoph Lüthy, John E. Murdoch, William R. Newman (Ed.): Late Medieval and Early Modern Corpuscular Matter Theory. Leiden, Netherlands: Brill, 2001.